# عقوبة الإعدام في أفغانستان
عقوبة الإعدام في أفغانستان قانونية. يتم تطبيق عقوبة الإعدام لجرائم متنوعة على أساس الشريعة الإسلامية مثل القتل والردة والمثلية الجنسية والاغتصاب والإرهاب وتهريب المخدرات والزنا. بموجب القانون العسكري يمكن استخدام عقوبة الإعدام في حالات الخيانة والهجر. هناك طريقتين المنصوص عليها في القانون الأفغاني هي الإعدام شنقا ووالإعدام رميا بالرصاص. [بحاجة لمصدر]
وفيما يلي قائمة الإعدامات التي قامت بها حكومة أفغانستان مؤخرًا:
- أبريل 2004 - إعدام عبد الله شاه داخل سجن بول شاركي خارج كابول.[1]
- أكتوبر 2007 - أعدم خمسة عشر سجينًا عن طريق اطلاق النار عليهم داخل سجن بولي شاركي في كابول وكان من بيهم «رضا خان».[2]
- يونيو 2011 - تم إعدام اثنين من القتلة شنقًا في سجن بول شاركي. كان واحدا من القتلة زار عجم والذي يبلغ 17 عامًا من منطقة وزيرستان الباكستانية والذي أطلق النار عشوائيا وخلف وراءه 40 قتيلًا داخل فرع بنك كابول في جلال آباد، أفغانستان.[3][4]
- نوفمبر 2012 - شنق أربعة عشر سجينًا داخل سجن بولي شاركي.[5][6]
- أكتوبر 2014 - تم إعدام خمسة رجال شنقًا داخل سجن بولي شاركي وكانت الاتهامات الموجه اليهم هي السرقة وعمليات الاغتصاب الجماعية.[7][8]